# Cavariella pustula
Cavariella pustula är en insektsart som beskrevs av Essig 1937. Cavariella pustula ingår i släktet Cavariella och familjen långrörsbladlöss. Inga underarter finns listade i Catalogue of Life.